# Freddy Cole
Freddy Cole (teljes neve: Lionel Frederick Cole)  (Chicago, 1931. október 15. – 2020. június 27.) amerikai dzsesszzongorista, énekes.
A legendás amerikai zenészcsalád egyik tagja: Nat King Cole és Ike Cole testvére, Lionel Cole apja. Natalie Cole, Carole Cole, Timolin Cole és Casey Cole nagybátyja.

## Életpályája
Hatéves korában kezdett zongorázni. Hogy zenész lett, abban Duke Ellingtonnak, Count Basie-nek, Lionel Hamptonnak és Billy Eckstine-nek jelentős szerepe volt. Ezek gyakori vendégei voltak a családnak. Fiatal korában klubokban játszott. A chicagói Roosevelt Intézetben, aztán a New York-i Juilliard School of Music-ban tanult. Kisegyüttest hozott létre Jerry Byrd gitárossal, Curtis Boyd dobossal és Zachery Pride bőgőssel. 1952-től szerepelt komoly amerikai és európai albumokon. Énekelt a zongorázás mellett és gitáron is játszott.

## Lemezei
- 1964: Waiter, Ask the Man to Play the Blues (Dot)
- 1969: On Second Thought
- 1975: Freddy Cole's Christmas Dreams
- 1976: The Cole Nobody Knows
- 1976: The Way Freddy Cole Sings
- 1978: One More Love Song (Decca)
- 1978: I Loved You
- 1979: Freddy Cole Latino (Som Livre)
- 1980: Right from the Heart (Decca)
- 1983: Like a Quiet Storm
- 1987: Appearing Nightly
- 1991: I'm Not My Brother, I'm Me (Sunnyside)
- 1992: Live at Birdland West
- 1994: Live at Vartan Jazz
- 1995: I Want a Smile for Christmas (Fantasy)
- 1995: Always (Fantasy)
- 1995: This Is the Life (Muse)
- 1996: A Circle of Love (Fantasy)
- 1997: To the Ends of the Earth (Fantasy)
- 1998: Love Makes the Changes (Fantasy)
- 1999: Le Grand Freddy (Fantasy)
- 2000: Merry-Go-Round (Telarc)
- 2001: Rio de Janeiro Blue (Telarc)
- 2003: In the Name of Love (Telarc)
- 2005: This Love of Mine (HighNote)
- 2006: Because of You (HighNote)
- 2007: Music Maestro Please (HighNote)
- 2009: The Dreamer in Me: Live at Dizzy's Club (HighNote)
- 2010: Freddy Cole Sings Mr. B (HighNote)
- 2011: Talk to Me (HighNote)
- 2013: This and That (HighNote)
- 2014: Singing the Blues (HighNote)
- 2016: He Was the King (HighNote)
- 2018: My Mood is You (HighNote)

## Díjai, elismerései
Négy ízben jelölték Grammy-díjra.